# تشارلز إي. دونبار
تشارلز إي. دونبار (بالإنجليزية: Charles E. Dunbar)‏ هو محامي أمريكي، ولد في 26 ديسمبر 1888 في ماكومب في الولايات المتحدة، وتوفي في 17 أبريل 1959.